# Тур Сингкарака
Тур Сингкарака (фр. Tour de Singkarak) — шоссейная многодневная велогонка, с 2009 года ежегодно проводящаяся в индонезийской провинции Западная Суматра. Название отсылается к озёру Сингкарак, находящемуся в данном регионе. С 2009 года гонка входит в календарь UCI Asia Tour под категорией 2.2. Организатором выступает Министерство культуры и туризма Индонезии.

## История
Дебютный выпуск велогонки проходил с 29 апреля по 3 мая 2009 года при финансовой поддержке Министерства культуры и туризма Индонезии, которое ставило за цель рекламу региона для туристов, и банков BNI и Maybank. На гонку приехали команды с 15 стран. Маршрут гонки состоял из пяти этапов суммарной протяжённостью 459 километров. Призовой фонд составлял 600 млн рупий. Победителем старта стал иранец Гадер Мизбани из команды «Tabriz Petrochemical Team».

## Призёры
| Год  | Победитель      | Второй           | Третий                |
| ---- | --------------- | ---------------- | --------------------- |
| 2009 | Гадер Мизбани   | Амир Заргари     | Cameron Jennings      |
| 2010 | Гадер Мизбани   | Хоссейн Аскари   | Амир Заргари          |
| 2011 | Амир Заргари    | Чой Ки Хо        | Майнт Беркенбош       |
| 2012 | Оскар Пужоль    | Джей Кроуфорд    | Фэн Цзюнькай          |
| 2013 | Гадер Мизбани   | Йохан Кунен      | Амир Колахдожаг       |
| 2014 | Амир Заргари    | Рахим Эмеми      | Рамин Мехрабани       |
| 2015 | Арвин Моаземи   | Амир Заргари     | Хоссейн Аскари        |
| 2016 | Амир Колахдожаг | Дади Сурьяди     | Рикардо Гарсия Амброа |
| 2017 | Khalil Khorshid | Даниэль Уайтхаус | Джонатан Монсальве    |
| 2018 | Джесси Эварт    | Никодемус Холлер | Арийа Фаунсават       |
| 2019 | Джесси Эварт    | Кристиан Райляну | Самад Паурсеиди       |